# Thalassarche impavida
Thalassarche impavida (лат.), кэмпбелльский альбатрос — вид альбатросов из семейства альбатросовых (Diomedeidae). Небольших размеров альбатрос, длина которого составляет 88 см и вес — 3,21 кг.
Выводит потомство на острове Кэмпбелл и на маленьком островке Жанетта Мари, в Новой Зеландии, в южной части Тихого океана.
Иногда альбатрос T. impavida рассматривается как подвид чернобрового альбатроса (Thalassarche melanophris)